# 7216 Ishkov
7216 Ishkov (1977 QQ2) là một tiểu hành tinh vành đai chính được phát hiện ngày 21 tháng 8 năm 1977 bởi N. S. Chernykh ở Đài vật lý thiên văn Crimean.